# La Cerisaie (film)
Pour plus de détails, voir Fiche technique et Distribution.
La Cerisaie (Ο βυσσινόκηπος (O Vissinokipos)) est un film grec en anglais, réalisé par Michael Cacoyannis et sorti en 1999.

## Synopsis
Adaptation de la pièce de théâtre La Cerisaie d'Anton Tchekhov.

## Fiche technique
- Titre : La Cerisaie
- Titre original : Ο βυσσινόκηπος (O Vissinokipos)
- Réalisation : Michael Cacoyannis
- Scénario : Michael Cacoyannis d'après Anton Tchekhov
- Direction artistique : Dionyssis Fotopoulos
- Décors : Dionyssis Fotopoulos
- Costumes : Jane Hamilton
- Photographie : Aris Stavrou
- Son : Costas Varibopiotis
- Montage : Michael Cacoyannis, Takis Chatzis
- Musique : Piotr Ilitch Tchaïkovski
- Production :   Centre du cinéma grec, Melanda Film Productions, Amanda Productions, Films de l'Astre, ERT, Canal+
- Pays d'origine :  Grèce
- Langue : Anglais
- Format :  Couleurs -35 mm - Dolby SR
- Genre : Comédie
- Durée : 137 minutes
- Dates de sortie : 
  - Grèce : 13 novembre 1999 (Festival international du film de Thessalonique 1999)
  - France : 12 janvier 2000
  - Grèce : 28 janvier 2000
  - Royaume-Uni : 11 février 2000
  - États-Unis (côte est) : 22 février 2000
  - États-Unis (côte ouest) : 5 avril 2000

## Distribution
- Charlotte Rampling: Lioubov Ranevskaïa
- Alan Bates: Gaiev
- Katrin Cartlidge: Varia
- Owen Teale: Lopakhine
- Tushka Bergen: Ania
- Xander Berkeley: Iepikhodov
- Gerard Butler: Iacha
- Andrew Howard: Trofimov
- Melanie Lynskey: Douniacha
- Ian McNeice: Simeonov-Pichtchik
- Frances de la Tour: Charlotta
- Michael Gough: Firs

## Récompenses
- Festival international du film de Thessalonique 1999 : meilleure image, meilleurs costumes, meilleurs décors